# セックスドキュメントシリーズ
セックスドキュメントシリーズ（セックスドキュメントシリーズ）は、東映が昭和元禄に浮かれる日本列島の社会現象や性風俗をカメラに収め、1969年から1973年の間に製作したドキュメンタリー映画シリーズ。
製作中の『週刊朝日』に「五社としては異例の社会派映画」と書かれ、公開時のスポーツニッポンに「日本の繁栄の裏側を見事に暴いた東映初のノンフィクション・カラードキュメンタリー」と書かれている。

## 概要
東映の労働組合に介入していたルポライターの竹中労が、美空ひばりの取材や、労使闘争を通じて交渉相手だった当時の東映企画製作本部長・岡田茂の豪胆さに惚れ込み、本企画を持ち込んだ。当時好色路線を推進していた岡田は、男性観客の覗き見趣味を満足させる素材と判断しこの企画を採用、中島貞夫監督により第一作『にっぽん'69 セックス猟奇地帯』が製作され、1969年1月18日に不良番長シリーズ第二作『不良番長 猪の鹿お蝶』との併映で公開された。任侠映画とのカップリングではないA面映画としてヒットし、岡田も内容を評価したことから、以降、好色路線（東映ポルノ）のプログラムの一つとしてシリーズ化され、1973年までに中島貞夫監督により東映京都撮影所製作で4本、佐藤純彌構成、鷹森立一監督、高桑信監督、野田幸男監督により東映東京撮影所製作で各1本ずつの計7本が製作された。シリーズがどこからどこまでかは明確な定義はなく、1975年の関本郁夫監督『札幌・横浜・名古屋・雄琴・博多 トルコ渡り鳥』も含む見方もある。タイトル命名は全て岡田茂。東映ポルノのタイトル命名は全て岡田茂である。またシリーズ二作目以降は竹中は関係なく、大本は岡田の企画となる。「セックスドキュメント」というタイトルが付けられたのは、1971年10月14日公開の第3作『セックスドキュメント 性倒錯の世界』が最初で、東映の本シリーズが元祖。以降、東映以外の邦画各社や洋画ポルノのタイトルにも「セックスドキュメント」というタイトルが使用されるようになった。二作目以降はやらせも含まれるが、セックス情報が圧倒的に不足していた60年代～70年代の性風俗をほぼ網羅しており、貴重な映像記録といえる。

## シリーズ

### にっぽん'69 セックス猟奇地帯
1969年1月18日公開 第1作 R18+。
- スタッフ
  - 監督 中島貞夫
  - 企画 岡田茂、佐藤雅夫
  - 構成 中島貞夫、竹中労
  - 撮影 赤塚滋
  - 音楽 八木正生
  - 録音 荒川輝彦、溝口正義
  - 編集 神田忠男
  - タイトルデザイン 横尾忠則[21]

#### 製作
この手の風俗ドキュメンタリーは、イタリアのグァルティエロ・ヤコペッティ監督による1962年の『世界残酷物語』に始まるモンド映画がやらせも含めて有名で、日本のエログロ映画にも大きな影響を与えた。すぐに1963年に武智鉄二監督の『日本の夜 女・女・女物語』や、中川信夫監督らによる『日本残酷物語』などのパクリドキュメンタリーが製作され、これらは"和製モンド映画"などといわれた。またタイトルだけ流用された『武士道残酷物語』（1963年）や『幕末残酷物語』（1964年）のような劇映画も作られた。性風俗を取り上げたドキュメンタリーとしては、海外では1960年代から夜モノ映画などがあり、『女体の神秘』(1967年)のような"性科学映画"や"性教育映画"なる ドキュメンタリーもどきの劇映画があった。本作製作の切っ掛けとしては、藤田敏八、浦山桐郎、河辺和夫、斉藤光正の4人の監督によるドキュメンタリー『にっぽん零年』（未完成、現存部分が2002年に公開） の製作が1968年に発表されたことが大きいとの指摘もある。このように企画としては先駆的とはいえないが、先述の風俗ドキュメントは一般の劇場で全国公開されたわけではなく、本シリーズは、全国数百館の東映の封切館で「セックスドキュメント」というタイトルを堂々と冠して全国ロードショーされた点では先駆性も高い。
岡田茂は全国のセックスゾーンに目を付けて、これをドキュメントでやることを企図し、監督の中島を呼び出し、竹中から聞いた全国の性風俗のエピソードを中島に聞かせ、「これをな、映画にしたいと思うんじゃ。ドキュメントでな。日本全国の風俗の穴場をレポートする映画や。やるんはお前しかおらんじゃろ。タイトルは『日本スケベ物語』や」と云った。中島は「ドキュメントなら面白いかもしれませんが、ただ映画になるかはやってみないと分からないでしょう」と返事しこれを承諾した。「ただ時間を下さい」と岡田に言ったら「封切はいつでもいい」と言われた。当時の劇映画の製作費は3000万円ぐらいだったが、岡田から「製作費全部で1900万円やるから好きに使え」と言われた。役者のギャラなしで1900万円なら悪くない金額だった。中島は岡田からの押し付け企画だった 前作『尼寺㊙物語』が不入りで、限界を感じてふて寝していた。同時期に量産された"石井輝男の異常性愛路線"に中島のソフトな文芸調エロ映画は粉砕され、映画への根本的な見直しが迫られていた。中島は1967年に東映を退社してフリーになってはいたが、東映京都撮影所（以下、東映京都）の改革を進める岡田は、東京大学の後輩・中島を入社時からその『切り込み隊長』として期待していた。「エロとやくざの二足のわらじ」「僕の作品が雑多なのは岡田さんのおかげ。岡田さんに『行け！』と言われてずっとやってきたようなものなんです」などと述べている。当時の東映は任侠路線の二枚看板だった鶴田浩二と高倉健に、藤純子と若山富三郎が新たにローテーションに加わり、任侠路線が絶好調で、梅宮辰夫や松方弘樹らも急速にノシて来た時期。しかしドキュメンタリーだと当然、ノンスタ―になることから鶴田浩二が怒り、中島と喧嘩して口も聞かなくなったという。夜の遊びには経験豊富な梅宮辰夫も実地体験はしたことのない日本のセックス地帯を取材すると聞きつけ、「ノーギャラでもいいから、せひ出演させてくれ」と売り込んできたが、中島が「残念ながらこの映画はノーキャストでね」と言われガッカリしていたという。
中島は「ドキュメントをやる以上は、ただのエロでは面白くない。何か時代の足跡を残せないか」と考えた。そこで佐藤雅夫プロデューサーと話し合い、岡田からの『風俗をやれ』という言葉を逆手に取り、風俗は風俗でも性風俗だけでなく、折しも60年安保に向けて学生運動が盛り上がり、サイケ、アングラ、ヒッピーなどのムーブメントで新宿が注目を集めていた昭和元禄に浮かれる1968年の日本に於ける生活風俗全般をルポして回ることにした。岡田から「エロが足らんやないかい！」と文句を言われることは予想されたため、佐藤に「中身に文句を言わんで下さい」と岡田対策を念入りに敷いた。また「いろんなところに行きますが、捜索願だけは出さないで下さい」と頼んだ。中島はヤコペッティと違い「作りものは一切避け、やらせは絶対にやらない。事実だけを狙う」「異常なことも日常性と表裏一体のところに起こっている'68の日本の現実を訴え、'70の日本を予測させる作品にしたい」と決意し、台本もなく公開予定も立てず、隠しカメラ、隠しマイクを使用し危険な場所での潜入撮影を敢行した。
撮影
竹中労と素材をピックアップするなど、一年余の予備取材を経て、1968年春頃から本格的に撮影を開始した。プログラムピクチャー量産中の当時の東映では異例の長期撮影。スタッフ編成は製作1、撮影2、照明1に録音も兼ねた助監督1と中島を加えた6人、16ミリ（劇場公開時に35ミリにブロー・アップ）2台で日本全国の主に夜深く潜入しゲリラ的に撮影して回った。このため身の危険にさらされたり、当局から尾行されプロデューサーは何度も呼び出された。目黒雅叙園が安くて広いため、ここを拠点に、文化の転換点だった1968年の新宿を中心に撮影を開始。東大闘争では藤田敏八らの『にっぽん零年』とかちあい、1968年10月21日の新宿騒乱の情報をつかんで粘ったが何も起こらず、中島組が帰った後に騒乱が発生し、残っていた大島渚組が撮影に成功して『新宿泥棒日記』のラストに使った。1968年に於ける時代のアイコンが次々に登場。新宿花園神社の境内で紅テント興行を打つのは、当時27歳の唐十郎率いる状況劇場。中島が唐と気が合い、唐には終盤にも登場してもらい唐の視点で沖縄を捉えた。日の丸を背負って行進したり、真っ昼間の銀座で奇妙な街頭パフォーマンスを演じるのはゼロ次元。女性に踏みつけられ、小水を飲み、女性の便器になりたいという願望を語るマゾヒストが沼正三。小水を飲むシーンは映倫から再三忠告を受けたが中島が突っぱねて本編に入れた。この後、劇映画では見られなくなったとされる。沼の小説『家畜人ヤプー』に魅せられて中島が代理人の康芳夫から原作権を取得して映画化に奔走したが頓挫している。ブルーフィルムの撮影が瀬戸内海の無人島で決行されると非合法ルートから五ヵ月かけて情報を仕入れ、早朝から現地に出向き、気温38度の炎天下の中、草むらに隠れ望遠レンズでやらせなしの撮影に成功した。また乱交パーティも関西のマンション経営者からの情報を得て、室内に隠しマイクを仕込み、スタッフは小便用ポリバケツを用意し、6時間前からスタッフがベランダに潜み、窓のカーテンの隙間から女5人に男7人のパーティを隠し撮りした。アメリカ占領下の沖縄でも取材し、当地の撮影では琉球映画貿易に協力を仰ぎ、那覇の暗黒街の取材や、嘉手納基地からベトナムへ爆撃に行くB-52が爆弾を積み込むところを撮影し映画に入れた。この他、アングラ芝居、関西ストリップ、飛田新地、猟奇儀式、夏の夜の公園、赤線地帯、ボディーペインティング、整形美容などがフィルムに収められた。川崎のザブトン売春は道幅が狭い上、店の間口も狭く、角度もないためフィルムに収めることが出来なかった。夜の隠し撮りが多いため映ってないケースも多かったという。カラーフィルムを10万フィート回し、慎重に二ヵ月間、編集に時間をかけた。
タイトル
『日本スケベ物語』は岡田により『セックス猟奇地帯』に改題された。これに中島がシナリオを印刷屋に回す前に"にっぽん'69"を書き加え、『にっぽん'69 セックス猟奇地帯』と変更になった。岡田は付け足したことを怒らなかったという。タイトルデザインは横尾忠則。
当時の東映は、岡田映画本部長が指揮する"任侠路線"と"性愛路線"が大成功し、東映ファンからも支持を受けていた。岡田は1968年8月31日付けで東映映画本部長に就任。一つの映画会社の社長の立場に匹敵する強い権限を持たされ、映画の製作に関しては大川博社長も口出し出来なくなり、映画製作は岡田に丸投げされた。
編集
35ミリにブローアップする前に、岡田が「商売になるか見る」と言ったため、荒つなぎを見せたら「これはいける」と言ったが、やばいフィルムが相当あるからと岡田の友人の検察庁の偉い人に見せた。ブルーフィルムを撮った島の映像で海上保安庁の船が映るシーン等を焼却している。
興行
岡田の映画本部長就任でエロ路線が一層強化され、1969年は正月明けから映画のタイトルも『残酷・異常・虐待物語 元禄女系図』『にっぽん'69 セックス猟奇地帯』『謝国権「愛(ラブ)」より ㊙性と生活』『異常性愛記録 ハレンチ』『妾二十一人 ど助平一代』『㊙女子大生 妊娠中絶』『徳川いれずみ師 責め地獄』『温泉ポン引女中』とメジャー映画会社とは思えない振り切ったエログロ満載の文字づらを並べて売りまくり、「これが本当に映画人のセンスなのか？」と呆れられた。岡田はこうした批判に対し、「どんなに悪者扱いされようと大衆が喜ぶものを作るだけだ。泣かせる、握らせる(手に汗を)映画を作りたい」と大見得を切った。

#### 作品の評価
映画の見世物性が存分に発揮された本作は大ヒットを記録。中島は「製作予算の10倍のヒットだった」と話している。これは日本記録映画史でも稀有な例とされる。不良性感度路線の東映ならではの異貌のドキュメンタリー路線として以降、シリーズ化された。
『サンデー毎日』1969年2月2日号は「68年のハレンチ・ブームは丸山明弘の華麗な女装とセックス路線映画の決定版『にっぽん'69 セックス猟奇地帯』の二つで頂点に達した」と書いた。
馬飼野元宏は「1969年という文化風俗史的にきわめて大きな曲がり角であったこの年の生々しい真実を切り取った異端の傑作。"人間とは何か"に興味を抱き映画を撮り続けた中島が"人間の本質"を暴いた」などと評しているが、公開時の評論では、大黒東洋士と深沢哲也が、大黒「ヒドイ。作りものもいいところ。カメラも汚い」、深沢「悪作です」と貶している。

#### 影響
エロ路線が他社にマネられ興行成績が鈍ったこともあり、70年安保を控えた当時の世相に合わせ、岡田は新路線の開拓を目指し、「映画も時代に即応した強度の暴力が受けるはず」と「性愛路線」に続き、「刺激暴力路線」「ゲバルト路線」を打ち出し、その第一弾として、"テロ"をコンセプトに『日本暗殺秘録』の製作を決めた。
本作で中島の見せた生々しい描写は、この後手掛けるアクションものや実録路線での暴力描写の副次的産物といえる。中島は本作の撮影で沖縄を訪れ、琉球映画貿易に協力してもらい、嘉手納基地からベトナムへ爆撃に行くB-52が爆弾を積み込むところを撮影し映画に入れた。これを約束を破ったと琉球映画貿易の宜保社長が怒り、1976年の『沖縄やくざ戦争』撮影の際、時間も経っているし、忘れてるだろうと思ったら、しっかり覚えていて沖縄でロケが出来なくなった。沖縄で取材はしたが、沖縄で撮影はほとんどできず、『沖縄やくざ戦争』は、ほぼ全編京都で撮影している。
関本郁夫監督の1975年『札幌・横浜・名古屋・雄琴・博多 トルコ渡り鳥』（当初のタイトルは『トルコ渡り鳥』、その後改題され『㊙昇天トルコ風呂』、その後更に『札幌・横浜・名古屋・雄琴・博多 トルコ渡り鳥』に変更）は、本シリーズの客入りが好調だったことから企画された。
※同時上映
- 『不良番長 猪の鹿お蝶』
- 主演：梅宮辰夫 / 監督：野田幸男
- 不良番長シリーズ第二作

### 驚異のドキュメント 日本浴場物語
1971年1月12日公開 第2作
R18+。
- スタッフ
  - 監督 中島貞夫
  - 企画 岡田茂、天尾完次
  - 脚本・構成 中島貞夫、金子武郎
  - 撮影 赤塚滋
  - 音楽 荒木一郎
- キャスト
  - 野々村：大木正司
  - 野々村の母：女屋実和子
  - 人妻：女屋実和子
  - リポーター：河村衣久子
  - ナレーター：常田富士男

大阪万博で賑わう中、ぬるま湯につかりきった当時の日本の気分を全国各地の珍しい温泉、浴場、風呂の生態を探ると共に、時代を遡って過去の有名な風呂に関する逸話を織り交ぜ、エロチシズムにギラギラした日本の裏側を描く東映版『いい旅・夢気分』。

#### 製作
『戦後秘話 宝石略奪』の製作で、中島が岡田と片岡千恵蔵と鎌倉の菅原通済邸に招かれた帰り、車の中で中島が岡田から「またドキュメントやろうや。何かないか？」と言われたため、中島が「いい湯だなホイホイってのはどうです。70年安保も終わってるし、何となくぬるま湯に浸ってる日本列島ってのはどうですかね」と『くノ一忍法』の時と同じように岡田をおちょくったら、岡田が「おう、それもいけるかもしれんな」と製作が決定した。当初のタイトルは『日本浴場地図』だった。全国各地の珍しい温泉や浴場の生態を探訪し、フィルムに収めたが、どこも大きな差がなく画にならないと判断。これでは商売にならないと覚悟を決め、東映東京撮影所に「裸になる女の子を送ってくれ」と頼み、1970年の中島監督『温泉こんにゃく芸者』で主演した東映女優・女屋実和子を呼んだ。野々村一平というキャラをインサートし、ドラマ仕立てで話が進み、シリーズ二作目にして早くもドキュメンタリーという謳い文句は怪しい。
各地の珍しい温泉レポートだけでは持たないと考え、風呂の極致は母親の胎内であると半ばこじつけ、帝王切開での分逸シーンとトルコ風呂（ソープランド）の実態を描いた。トルコ風呂のシーンはやらせと中島が認めている。この裸体描写をめぐって映倫審査が紛糾し、当該部分はカットされた。狂言回し風にドラマ部分を演じる野々村一平は、岡本喜八作品でおなじみの大木正司。また強制わいせつ罪で芸能界を干されていた荒木一郎が、中島に誘われ音楽監督として復帰した。
※同時上映
- 『博徒外人部隊』
- 主演：鶴田浩二 / 監督：深作欣二 / 脚本：神波史男、松田寛夫
- 博徒シリーズ第九作

### セックスドキュメント 性倒錯の世界
1971年10月14日公開 第3作 R18+。
- スタッフ
  - 監督 中島貞夫
  - 企画 岡田茂、天尾完次
  - 脚本構成 中島貞夫、掛札昌裕、金子武郎、関本郁夫
  - 撮影 増田敏雄
- キャスト
  - ナレーター 西村晃

#### 製作
第一作『にっぽん'69 セックス猟奇地帯』で、沼正三の小説『家畜人ヤプー』に魅せられた中島貞夫は、代理人の康芳夫から原作権を200万円で取得して、岡田に企画を持ち込んだら、最初は岡田からOKを得た。この200万円は自分が出る映画でないのに中島が困っていると聞いた菅原文太が出してくれたという。脚本は完成したが右翼の攻撃を恐れ、岡田から「あかん」と言われた。中島は創造社の山口卓治プロデューサーと自主製作の道を探り、『猿の惑星』のようなSF的な集約にしようとしたが上手くいかず、虫プロと組んでイタリア資本で映画化を画策し、美術を池田満寿夫に頼んだりしていたが、イタリア映画も当時は金が無く頓挫した。代わりに作られたのが本作。現代に於ける倒錯せる性の諸様相を追跡し、併せて人間とは何かを考える手がかりを得ようというのが本作のコンセプト。サディズム、マゾヒズムの世界を映画にできないかと考えた中島は、SMに興味を持っていた掛札昌裕、金子武郎、関本郁夫でディスカッションした。ドキュメンタリーなのに石井輝男との名コンビで知られる掛札昌裕ら脚本家が参加するという怪しさ。本作のテーマはアブノーマル。『家畜人ヤプー』の世界観までを射程に入れ、変態の正当性を説く。この他、東郷健や奈良林祥、性転換手術を日本で初めて受けたと当時言われていた銀座ローズ、伊藤晴雨、ヌードモデル時代の池玲子、戸川昌子、団鬼六、辻村隆や、1980年代に東映が作品を盛んに映画化した渡辺淳一も登場する。渡辺はまだ作品が映画化されてなかった。東郷健は1971年の第9回参院選でオカマ候補として話題を呼んだことから、日本のおカマ代表として出演をオファーしたもので、東郷が快諾したことから起用となった。
※同時上映
- 『博徒斬り込み隊』
- 主演：鶴田浩二 / 監督：佐藤純彌 / 脚本：石松愛弘、佐藤純彌
- 博徒シリーズ第十作

### セックスドキュメント トルコの女王
1972年11月7日公開 第4作
R18+。
- スタッフ
  - 監督 鷹森立一
  - 企画 吉田達、高村賢治
  - 構成 佐藤純彌
  - 撮影 中島芳男
  - 録音 小松忠之
  - 照明 大野忠三郎
  - 編集 祖田富美夫
  - 助監督 村石宏實
  - スチール 遠藤努
  - ナレーター 熊倉一雄
- キャスト
  - リポーター 山城新伍・十勝花子[5]

シリーズ二作目の『驚異のドキュメント 日本浴場物語』で、トルコ風呂（ソープランド）でのシーンだけが商売になったと岡田が判断し、「トルコ風呂で一本映画を作れ」と指示が出た。当時トルコ風呂はブームを呼んでおり、その好評の要因はトルコ嬢のテクニックの発達にあった。本作ではアワ踊り、二輪車、三輪車、大車輪、ナメクジ、クラ、スネーク・プレー、逆ダブル、歯ダブル、潮干狩り、月面着陸、タオルジメ、四国責めなどのプレイを紹介。これら技術の源流は東京周辺の各市で、豪華に多彩になったトルコ風呂の実態を探り、70年代に突入した性産業の最先端を横断し、性の解放がどこまで行くかを予見する。

#### 製作
構成クレジットの佐藤純彌は「仕事といえるほどのものではなく、当時のソープ嬢たちに取材してそれを基に構成してみたんですけど、監督の鷹森立一さんが全然気に入らなくて、結局全部作り変えられてしまい、名前だけが残ってしまったという曰くつきの作品なんです」と述べている。
※同時上映
- 『狼やくざ 葬いは俺が出す』
- 主演：千葉真一 / 監督：斎藤武市
- 狼やくざシリーズ第二作
- 『㊙高校生の性生活』
- 主演：宮下順子 / 監督：中川亘
- 若松プロ製作の買取り作品

### セックスドキュメント エロスの女王
1973年2月3日公開 第5作 R18+。
- スタッフ
  - 監督 中島貞夫
  - 企画 天尾完次、三村敬三
  - 構成 中島貞夫、金子武郎
  - 撮影 赤塚滋
  - 録音 格畑学
  - 照明 金子凱美
  - 編集 市田勇
  - 助監督 依田智臣
- キャスト
  - ナレーター 金子信雄

セックス氾濫の時代に、どっぷり身を浸し、セックスを生業とするプロフェッショナル―いわばセックス商人たちは日本各地に点在する。秘かに根強く息づく彼らの生き様を収録。火石利男らが出演するほか、メインを張るのはローズ秋山夫妻のSMショー。中島貞夫は「もう出し殻だった。ネタも尽き、もう覚えてない」「週刊誌が映画を取り上げるため、この頃はプロデューサーの天尾完次に方々から売り込みもあり、もうドキュメンタリーでない」などと話している。
※同時上映
- 『ポルノ時代劇 忘八武士道』
- 主演：丹波哲郎 / 監督：石井輝男 / 原作：小池一雄
- 『㊙女子高校生 課外サークル』
- 主演：水城マコ / 監督：若松孝二
- 若松プロ製作の買取り作品

### セックスドキュメント モーテルの女王
1973年5月12日公開 第6作 R18+。
- スタッフ
  - 監督 高桑信
  - 企画 安斉昭夫
  - 構成 掛札昌裕、高桑信
  - 撮影 稲田喜一
  - 音楽 津島利章
  - 録音 長井修堂
  - 照明 桑名史郎
  - 編集 祖田富美夫
  - スチール加藤光男
- キャスト
  - ナレーション 小島三児
  - 城恵美
  - 早乙女りえ

#### 製作
当時、モーテル（ラブホテル）がブランコベッドにスケスケの浴槽、回転セリ上がりにお舟ベッド等、新兵器を次々登場させたことから、これら装備一式を映画で見せようというのがコンセプト。東京都内や御殿場、相模湖畔などのモーテルを借り切りオールロケ。問題になったのは素人のセックスを盗み撮りするわけにはいかず、実際にセックスを演じてもらうカップルを募集した。この点ではドキュメンタリータッチの劇映画と見られる。モーテルがドキュメンタリー映画になったことで、マスメディアで「トルコ風呂と並び、モーテルが日本の二大欲望過剰地帯に君臨した」と評された。キャストクレジットの城恵美と早乙女りえは東映の女優。
※同時上映
- 『三池監獄 凶悪犯』
- 主演：鶴田浩二 / 監督：小沢茂弘 / 脚本：高田宏治
- 『女医の愛欲日記』
- 主演：白石奈緒美 / 監督：深尾道典

### セックスドキュメント 金髪コールガール
1973年9月15日公開 第7作 R18+。
- スタッフ
  - 監督 野田幸男
  - 企画 吉野誠一、高村賢治
  - 構成 野田幸男
  - 撮影 中島芳男
  - 音楽津島利章
  - 録音 長井修堂
  - 照明 大野忠三郎
  - 編集 田中修
  - 助監督 岩瀬宏
  - ナレーター 山田康雄[20]

#### 製作
日本のエロを掘り尽くしたら、海外へ行け！いや、手っ取り早く国内の金髪へ！というコンセプトで製作された。当時夜の赤坂を根城に稼いでいた外国人コールガールたちが根こそぎ摘発される事件があり、商魂たくましい東映はこれに目をつけ、外国人コールガールをやらせで芝居をさせようとし批判された。当初のタイトルは『コールガールの生態を暴く』だった。
※同時上映
- 『東京-ソウル-バンコック 実録麻薬地帯』
- 主演：千葉真一 / 監督：中島貞夫 / 脚本：高田宏治・中島貞夫
- 『㊙女子短大生 集団妊娠』
- 主演：高木志麻 / 監督：依田智臣

## 再映
2011年1月に東京シネマヴェーラ渋谷で『セックスドキュメント 性倒錯の世界』のみ、ニュープリントで40年ぶりに劇場公開された。2019年7月にはラピュタ阿佐ヶ谷で、中島貞夫監督の『にっぽん'69 セックス猟奇地帯』『驚異のドキュメント 日本浴場物語』『セックスドキュメント 性倒錯の世界』『セックスドキュメント エロスの女王』四作品が特集上映された。

## 映像ソフト
ビデオ化状況は不明。2012年11月21日に東映ビデオより『にっぽん'69 セックス猟奇地帯』『驚異のドキュメント 日本浴場物語』『セックスドキュメント 性倒錯の世界』三作品がDVDで発売されている。